# Sibiu Open 2012
Il Sibiu Open 2012, noto anche come BRD Sibiu Challenger, è stato un torneo professionistico di tennis giocato sulla terra rossa. È stata la 1ª edizione del torneo che fa parte dell'ATP Challenger Tour nell'ambito dell'ATP Challenger Tour 2012. Si è giocato a Sibiu n Romania dal 6 al 12 agosto 2012.

## Partecipanti

### Teste di serie
| Nazionalità | Giocatore             | Ranking* | Testa di serie |
| ----------- | --------------------- | -------- | -------------- |
| Romania     | Adrian Ungur          | 106      | 1              |
| Romania     | Victor Hănescu        | 115      | 2              |
| Portogallo  | João Sousa            | 127      | 3              |
| Italia      | Alessandro Giannessi  | 139      | 4              |
| Spagna      | Iñigo Cervantes       | 147      | 5              |
| Austria     | Andreas Haider-Maurer | 162      | 6              |
| Paesi Bassi | Thiemo de Bakker      | 195      | 7              |
| Moldavia    | Radu Albot            | 216      | 8              |

- Ranking al 1º agosto 2012.

### Altri partecipanti
Giocatori che hanno ricevuto una wild card:
- Vlad Victor Cornea
- Lucian Gheorghe
- Petru-Alexandru Luncanu
- Florin Mergea

Giocatori passati dalle qualificazioni:
- Toni Androić
- André Ghem
- Vasile-Alexandru Ghilea
- Goran Tošić

## Campioni

### Singolare
Adrian Ungur ha battuto in finale  Victor Hănescu, 6–4, 7–6(1).

### Doppio
Marin Draganja /  Lovro Zovko hanno battuto in finale  Alexandru-Daniel Carpen /  Cristóbal Saavedra-Corvalán, 6–4, 4–6, [11–9].